# Quatuor à cordes no 1 d'Enesco
Pour les articles homonymes, voir Quatuor à cordes no 1.

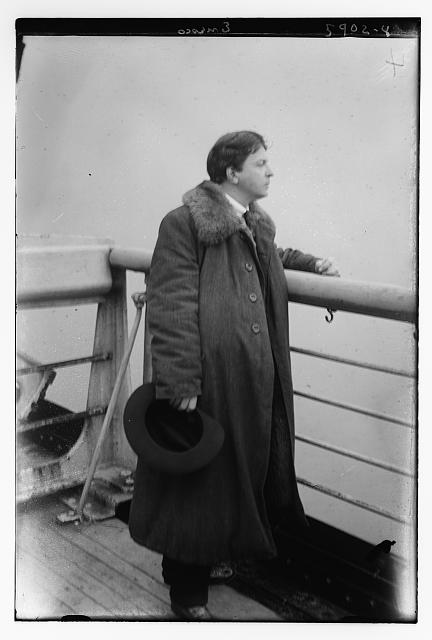
Georges Enesco

Le Quatuor à cordes no 1 en mi bémol majeur opus 22 no 1 est un quatuor pour deux violons, alto et violoncelle de Georges Enesco. Il a été composé entre 1916 et 1920.

## Analyse de l'œuvre
Le quatuor comprend quatre mouvements :
1. Allegro moderato
2. Andante pensieroso
3. Alegretto scherzando, non troppo vivace
4. Allegretto moderato

- Durée d'exécution: quarante cinq minutes.